# Nghệ thuật cắt hình giấy
==Tham khảo==
Nghệ thuật cắt hình giấy là môn nghệ thuật xuất xứ từ Trung Quốc. Ban đầu, nghệ thuật cắt giấy chỉ là những tác phẩm để thể hiện những lời chúc phúc, chúc may mắn. Hơn 1000 năm trước, vào thời Đường, ở Dương Châu người ta đã biết cắt giấy đón xuân.
Ngày tết cổ truyền, người Trung Quốc thường cắt hình những con vật,những bông hoa với ngụ ý rằng sẽ mang lại điềm lành cho năm mới. Ngoài ra, người ta còn cắt giấy thành những thứ như tùng, hạc,thọ, đào trong các buổi chúc thọ, với mong muốn người được chúc sẽ sống lâu hơn. Thêm nữa, trong những buổi hôn lễ, người ta thường cắt chữ song hỷ với ngụ ý "song hỷ lâm môn".